# فيكتوريا موديستا
فيكتوريا موديستا (ولدت فيكتوريا موسكاليفا في 25 فبراير 1987 في دوغافيلز، لاتفيا) مغنية وكاتبة أغاني وعارضة أزياء إنجليزية.

## روابط خارجية
- الموقع الرسمي
- فيكتوريا موديستا على موقع IMDb (الإنجليزية)
- فيكتوريا موديستا على موقع ميوزك برينز (الإنجليزية)
- فيكتوريا موديستا على موقع ديسكوغز (الإنجليزية)